# Odax cyanomelas
Odax cyanomelas és una espècie de peix pertanyent a la família dels odàcids.

## Descripció
- Pot arribar a fer 35 cm de llargària màxima.[6][7]

## Hàbitat
És un peix marí, pelàgic-nerític i de clima subtropical (28°S-45°S) que viu entre 1 i 15 m de fondària.

## Distribució geogràfica
Es troba a l'Índic oriental: el sud d'Austràlia (des de Houtman Abrolhos -Austràlia Occidental- fins a Angourie Point -el nord de Nova Gal·les del Sud- i, probablement també, el sud de Queensland).

## Observacions
És inofensiu per als humans.